# Сьо Сеі
Сьо Сеі (яп. 尚清; 1497 — 25 червня 1555) — 10-й ван Рюкю в 1526—1555 роках.

## Життєпис
Походив з Другої династії Сьо. П'ятий син вана Сьо Сіна і Умітогані Адзіґанасі. Народився 1497 року. Згодом отримав титул принца Накагусуку. Внаслідок інтриг своєї матері Сьо Сін позбавив статусу спадкоємця трону свого старшого сина Сьо Іко, передавши титул спадкоємця Сьо Сеі.
1526 року після смерті батька успадкував владу. Через загибель рюкюського посланця династія Мін не дізналася про це, тому китайське визнання Сьо Сеі ваном прибуло лише 1534 року.
Загалом продовжив політику попередника. 1532 року під його патронатом було завершено складання праці «Оморі-соусі» (збірку священних співів). 1537 року придушив повстання на острові Амамі Осіма.
Водночас стикнувся з загрозою з боку японських піратів (відомих як вако), що почали загрожували великій посередницькій торгівлю рюкюських купців. 1542 роках мусив залагоджувати конфлікт рюкюських і китайських купців.
1553 року наказав відремонтувати порт Наха, яким зміцнено фортецею. Помер 1555 року. Йому спадкував другий син Сьо Ґен.